# Porpora di Cassio

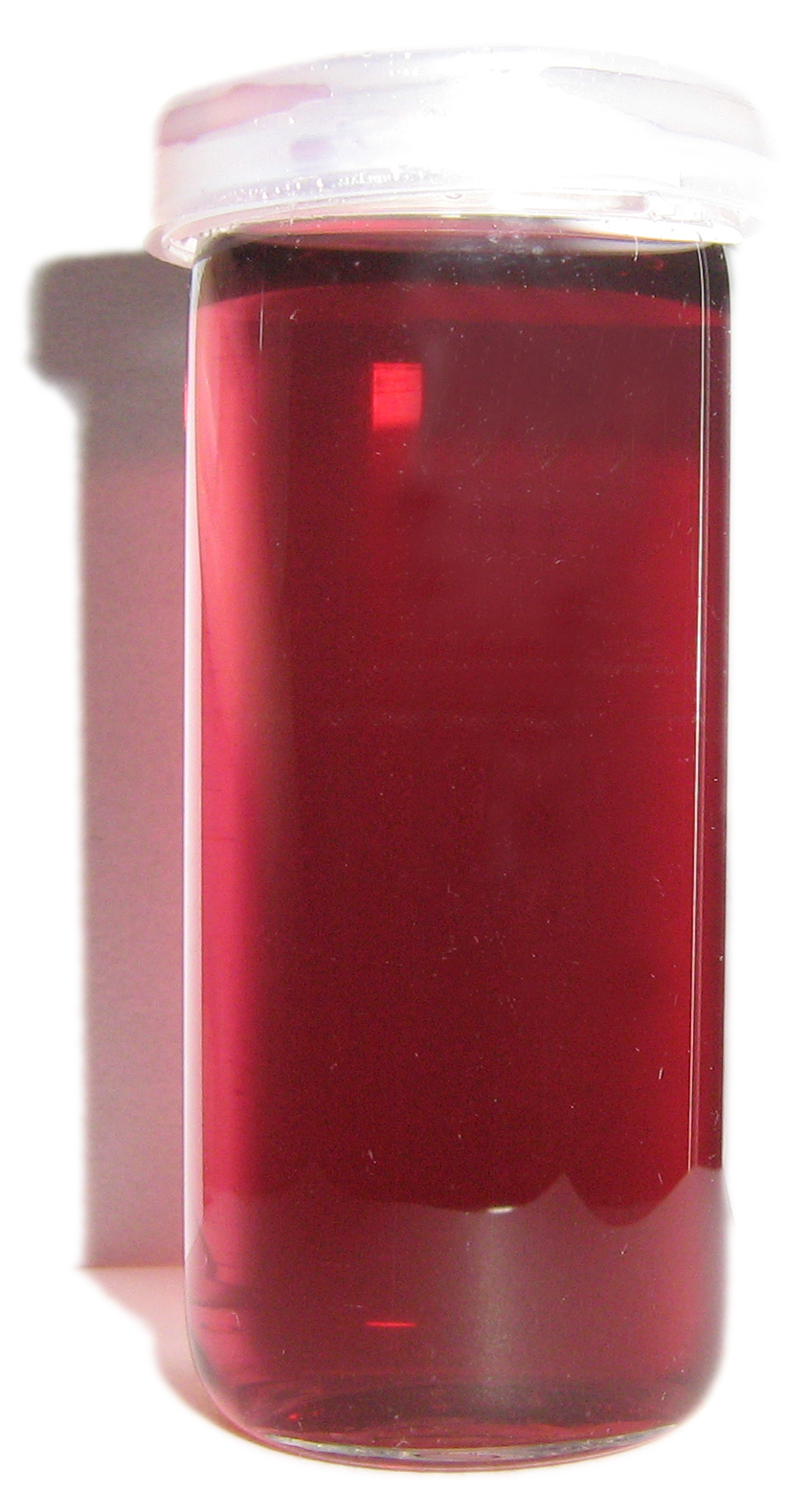
Sospensione acquosa di porpora di Cassio sotto forma oro colloidale.

La porpora di Cassio è un pigmento  minerale ottenuto tramite una reazione chimica tra il cloruro aurico e lo stagno. Deve il suo nome al chimico Tedesco del XVII secolo Andreas Cassius (1605-1673), che non fu tuttavia né
il suo scopritore, né il primo ad utilizzarla per colorare il vetro o la porcellana, e neppure l’autore del libro che ne descrive la fabbricazione
.
La porpora di Cassio  è prodotta tramite una reazione di ossidoriduzione di cloruro aurico in soluzione acquosa con del cloruro stannoso SnCl2. Il precipitato che ne risulta, di color porpora,  è composto da nanoparticelle di oro metallico fissate su un supporto di diossido di stagno. Queste nanoparticelle, una volta in sospensione in acqua o in altri fluidi come il vetro fuso, formano con questo fluido un tipo di oro colloidale. La porpora di Cassio  è molto resistente al calore e non si annerisce neppure se stesa in strato spesso.
La porpora di Cassio viene utilizzata per colorare il vetro di rosso (si ottiene così il vetro cranberry), nella pittura della porcellana, nella vetrina per ceramica e nella fabbricazione di smalto. Tuttavia, tende sempre più a essere sostituita da un pigmento a base di selenio, molto meno costoso.